# Гранберг, Анатолий Семёнович
Анатолий Семенович Гранберг (20 марта 1904 — 1977) — советский драматург, журналист и сценарист.

## Биография
В начале 1920-х жил в Самаре, затем перебрался в Москву. Окончил Ленинградский университет по специальности «юрист». Работал журналистом, драматургом. Сценарист киностудии Мосфильм.

## Фильмография
- 1941 — Сердца четырёх
- 1942 — Антоша Рыбкин (совм. с А. Каплером)
- 1950 — Жуковский
- 1958 — Дело «пёстрых» (совм. с А. Адамовым)[1]
- 1964 — Гранатовый браслет (совм. с А. Роомом)[2]

## Личная жизнь
Жена — Клавдия Филипповна Красинская, кинооператор